# Alençonspets

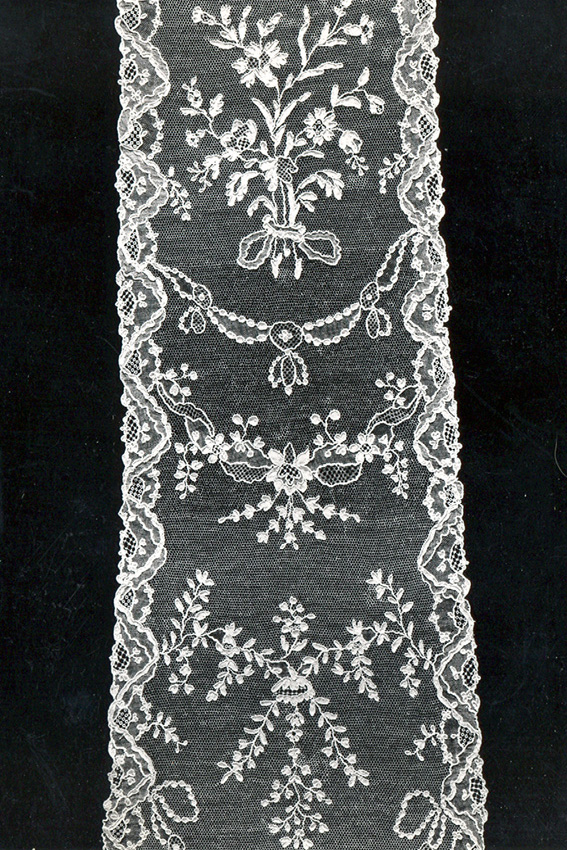
Alençonspets från 1700-talets andra halva.

Alençonspetsar är sydda spetsar från Alençon i Frankrike. Tillverkningen startades 1665 på initiativ av Ludvig XIV:s minister Jean-Baptiste Colbert. Syftet var att stoppa den avsevärda importen av venetianska spetsar till Frankrike. 
Från början var spetsarna fullständiga kopior av de venetianska, men så småningom utvecklades de både vad gällde mönster och utförande. På 1700-talet avlöstes de stora motiven med små figurer såsom blommor och blad och man gjorde små prickar i bottnen. Franska revolutionen medförde att tillverkningen av spetsar nästan helt upphörde.